# Calliandra trinervia
Calliandra trinervia är en ärtväxtart som beskrevs av George Bentham. Calliandra trinervia ingår i släktet Calliandra och familjen ärtväxter.

## Underarter
Arten delas in i följande underarter:
- C. t. arborea
- C. t. carbonaria
- C. t. paniculans
- C. t. peruicola
- C. t. pilosifolia
- C. t. stenocalyx
- C. t. trinervia